# Собіслав I Гданський
Собіслав I Гданський (*Sobiesław I бл. 1130  —між 1177 та 1179) — спочатку намісник, потім князь Східної Померанії (в подальшому отримала назву Померелія) у 1155—1177/1179 роках. Став засновником нової династії — князів Собіславичів.

## Життєпис
Про походження Собіслава практично відсутні відомості, за однією з версій належав до кашубської знаті. Переважні відомості про цього з «Олівської хроніки» (з монастиря у містечку Оліва, поблизу Гданська). На думку більшості дослідників був спочатку намісником Східної Поморянії, яку ще між 1113 та 1118 роками було приєднано Болеславом III Кривоустим до Польщі. З цього моменту неї керували польські намісники.
Напевне Собіслав походив або зі знатного польського, чи поморянського роду. Можливо був родичем династії П'єястів. Водночас близько 1150 року одружився з Жирославою Павол, представницею мазовецької (за іншими відомостями — куявської) знаті. З огляду на це десь у 1155 році його було призначено князем Болеславом IV Кучерявим намісником Східної Поморянії, яку стали називати також Гданською Померанією або Померелією.
В подальші роки Собіслав I скористався боротьбою за верховною владою між представниками династії П'ястів задля посилення власної самостійності. Вважається, що до моменту своєї смерті між 1177 та 1179 роками (за іншою версією — 1187). Втім фактичну незалежність Східна Померанія отримала за правління спадкоємця Собіслава I — Самбора I

## Родина
Дружина — Жирослава Павол
Діти:
- Самбор I (д/н-1205), князь Східної Померанії у 1177/1180-205 роках
- Мстівой I (д/н-1219/1220), князь Східної Померанії у 1205—1219/1220 роках